# نیکلاس رایفسکی
نیکلاس راشفسکی (آلمانی: Nikolaus Rajewsky) (زادهٔ ۱۹۶۸ در کلن آلمان)، زیست‌شناس آلمانی است که هدفش روشن ساختن نقش RNA کوچک و حلقوی غیرکدکننده، در تنظیم فرایندهای سلولی، سازوکار سرطان و سایر بیماری‌هاست. او استاد زیست‌شناسی سیستم در مرکز پزشکی مولکولی ماکس دلبروک(MDC) و رئیس خیریه‌ای در برلین بود. راشفسکی این سازمان را در سال ۲۰۰۸ در برلین بنا نهاد. او هم‌اکنون نهاد زیست‌شناسی سیستم‌های پزشکی برلین را که خود تاسیس نموده است مدیریت می کند. او رهبری آزمایشگاه راجسکی را برعهده دارد؛ جایی که به مطالعه چگونگی تنظیم بیان ژن، توسط آران‌ای می‌پردازد. او همچنین ریاست مشترک لایف‌تایم را برعهده دارد؛ یک طرح تحقیقاتی پان اروپایی با بیش از ۹۰ نهاد دانشگاهی و ۷۰ شرکت، که هدف آن ایجاد انقلابی در مراقبت‌های بهداشتی با نقشه‌برداری، درک و هدف قرار دادن سلول‌ها در طول پیشرفت بیماری است. لایف‌تایم چندین فناوری را ادغام می‌کند: مولتیومیک تک‌سلولی، یادگیری ماشینی، و مدل‌های بیماری شخصی مانند ارگانوییدها. راجوسکی جوایز و افتخارات متعددی را دریافت کرده است. ازجمله معتبرترین جایزه آلمان، جایزه گوتفرید ویلهلم لایب نیتس، که با ۲,۵ میلیون یورو توسط بنیاد تحقیقات آلمان (DFG) اهدا شده است.

## زندگی‌نامه

### خانواده
پدر نیکلاس راشفسکی، ایمنی‌شناس و مادرش (کریستین راژوسکی)، دانشمند علوم سیاسی بود. پدربزرگ او (بوریس راژوسکی) بیوفیزیکدان اوکراینی-آلمانی بود.
زندگی و فعالیت هنری
ریمسکی فعالیت هنری خود را از سال ۱۹۱۰ در روسیه آغاز کرد و پس از مهاجرت به فرانسه، به یکی از چهره‌های برجسته سینمای صامت و ناطق آن کشور تبدیل شد. او در فیلم‌های متعددی به ایفای نقش پرداخت و همچنین به عنوان کارگردان و فیلمنامه‌نویس فعالیت داشت

### تحصیلات
او از سال ۱۹۸۸ تا ۱۹۹۳ در دانشگاه کلن به تحصیل در رشته‌های ریاضیات و فیزیک مشغول بود. در سال ۱۹۹۷ رایجسکی دکترای فیزیک نظری را برای کارش دربارهٔ «نتایج دقیق برای فرایندهای تصادفی تک‌بعدی» دریافت کرد. او علاوبر تحصیل در این رشته‌ها، در پرورش روح هنری خود نیز موفق بود و از سال ۱۹۹۱ تا ۱۹۹۶ پیانو را در دانشگاه هنر فولکوانگ آموخت و در «آزمون بلوغ هنری» پذیرفته و سپس فارغ‌التحصیل شد.

### دوره در ایالات متحده
وی پس از گرفتن دکتری، ابتدا دورهٔ پسادکتری را در دانشگاه راتگرز در نیوجرسی گذراند و از ۱۹۹۹ تا ۲۰۰۲ به‌عنوان استاد در دانشگاه راکفلر نیویورک به کار پرداخت. او تا سال ۲۰۰۶ به عنوان دانشیار، در دانشگاه نیویورک کار می‌کرد.

### بازگشت به آلمان
در سال ۲۰۰۶، نیکلاس راشفسکی به آلمان برگشت و از آن زمان به عنوان استاد در مرکز پزشکی مولکولی ماکس دلبروک (MDC) در برلین بوخ و دانشگاه پزشکی شاریته در برلین مشغول به کار شد. در سال ۲۰۰۸ وی مؤسسه «برلین برای سیستم‌های پزشکی سیستم زیست‌شناسی» (BISMB) را به‌عنوان بخشی از مرکز پزشکی مولکولی ماکس دلبروک (MDC) تأسیس نمود. BIMSB مطالعه تجربی و نظری سطوح مختلف تنظیم بیان ژن را به منظور ادغام و به‌دست آوردن دانش جامع از مسائل اساسی پزشکی سیستم‌ها انجام می‌دهد.

### تحقیقات
جدیدترین تحقیقات نیکلاس راشفسکی بر تشخیص RNA حلقوی در موجودات و بافت‌های مختلف و همچنین روشن شدن نقش و عملکرد آن‌ها تمرکز دارد و در این باره، به نتایج خوبی دست پیدا کرده است.